# Amuro Ray
Amuro Ray (アムロ・レイ Amuro Rei?) es un personaje ficticio de la serie de anime Gundam y sus secuelas, Mobile Suit Zeta Gundam y Char's Counterattack, su seiyuu es Tōru Furuya

## Historia Ficticia del Personaje
Amuro es el héroe de la serie de anime Mobile Suit Gundam, es el hijo de Tem Ray, el líder del Project V de la Federación Terrestre, que produce los prototipos de mobile suits Gundam, Guncannon, y Guntank para combatir a los Zaku del Principado de Zeon, al comienzo de la serie Mobile Suit Gundam, Amuro es simplemente un civil de 15 años de edad, junto con sus amigos Fraw Bow y Hayato Kobayashi, viviendo en Side 7, una de las pocas colonias espaciales no afectadas por la One Year War a la fecha, Amuro es un talentoso mecánico amateur, que podría ser considerado un otaku hoy en día, y por hobby diseño un robot parlante de apariencia de una pelota de baloncesto llamado Haro.
Nacido en la Tierra, en Prince Rupert, Canadá, Amuro pasó su infancia en la Tierra con sus padres, Tem y Kamaria Ray, hasta que la EFSF llama al padre de Amuro para que se dedique al desarrollo de armas, A pesar de que el padre de Amuro quería que su esposa fuera con ellos, ésta se negó (se insinúa que ella tenía un romance por aquel entonces), cuando Amuro se reúne con su madre en el transcurso de la One Year War hay una cierta animosidad entre ellos, ya que Kamaria no quería aceptar que su hijo tomara parte de la violenta vida de un militar.
Una vez que Amuro y su padre llegaron al espacio, Tem empezó a no encontrarse en casa durante largos períodos de tiempo por motivos de trabajo, Amuro se vuelve un inadaptado social, gastando la mayoría de su tiempo en casa construyendo y reparando aparatos, su vecina Fraw Bow se convierte en quien cuida de él.